# Дъбюк (окръг, Айова)
Окръг Дъбюк (на английски: Dubuque County) е окръг в щата Айова, Съединени американски щати. Площта му е 1575 квадратни километра, а населението – 97 311 души (по изчисления за юли 2019 г.). Административен център е град Дъбюк.